# Fn-Taste

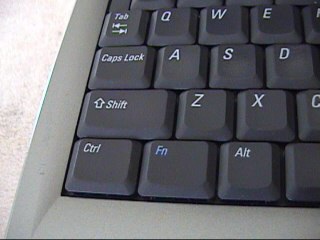
Fn-Taste an einem Dell-Inspiron-1150-Laptop

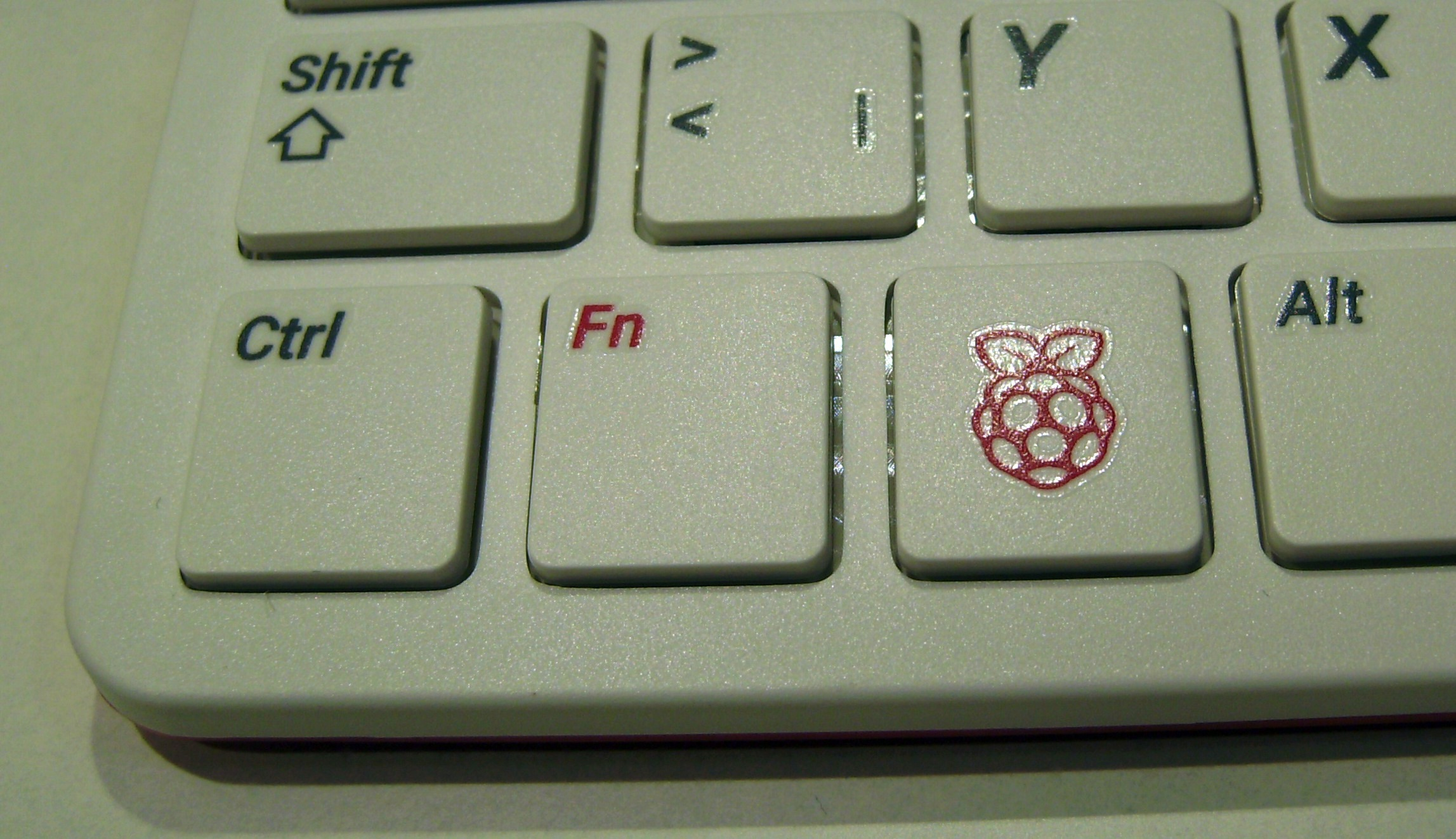
Fn-Taste auf der USB-Tastatur des Raspberry Pi

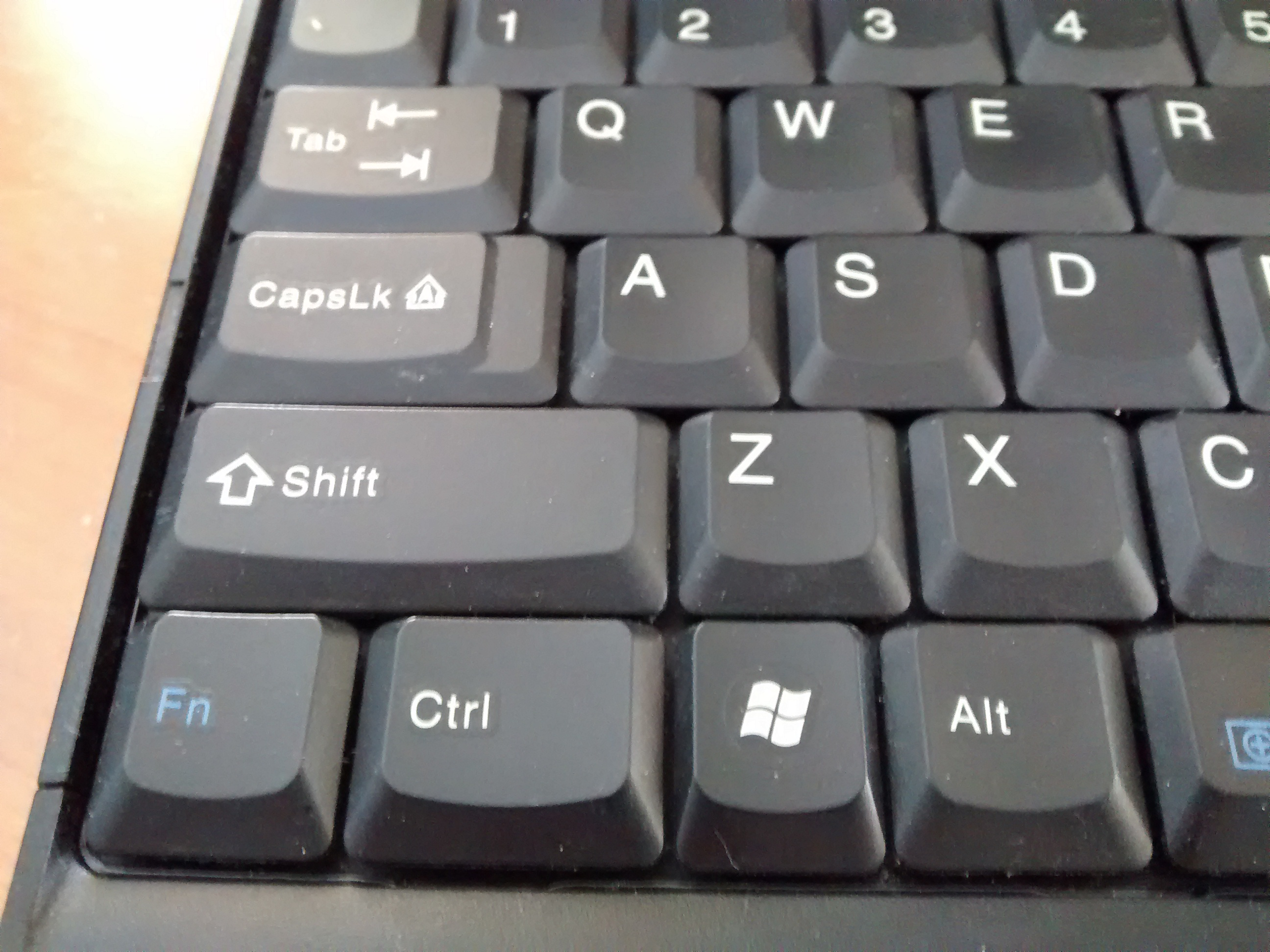
Beim ThinkPad ist die Fn-Taste traditionell links neben, im BIOS-Setup können die beiden Tasten jedoch vertauscht werden.

Die Fn-Taste ist eine spezielle Taste, die man insbesondere auf Notebooks oder Netbooks findet. Dabei steht „Fn“ für „Funktion“ bzw. „function“ im Englischen. Mithilfe dieser Taste kann herstellerspezifisch eine weitere Ebene erreicht werden, vergleichbar mit der Alt-Taste oder Steuerungstaste. Dabei hat die Funktionstaste keine Kombinationen mit der Umschalt-, Alt- oder Steuerungstaste.

## Üblicher Einsatz
Bei vielen Notebooks, bei denen kein separater Ziffernblock vorhanden ist, schaltet die Fn-Taste einen Block auf die Funktion des Ziffernblocks um. Dieser Block befindet sich, angenähert an normale Tastaturen, meistens im rechten Bereich, wobei die Tasten in der Regel Buchstabentasten sind. Auch befindet sich meistens in der Zeile der Funktionstasten die Möglichkeit, die Bildschirmhelligkeit zu steuern, den Videoausgang zu wählen und anderes.
Eine Einstellung, ob eine alternative Belegung der Funktionstasten F1–F12 mit zusätzlichen Funktionen über die Fn-Taste aktiviert werden oder die Funktionstasten ersetzen (Hotkeys; in dieser Einstellung sind F1 bis F12 nur durch zusätzliches Halten von Fn erreichbar), ist teilweise per Firmware möglich, beim PC also per BIOS-Setup oder UEFI-Einstellungsmenü. Teilweise kann die Funktion der Funktionstasten auch mit der Fn-Taste selbst umgeschaltet werden, etwa mit Fn + NumLock oder mit Fn + Esc. Auch Treiber-Optionen, also das Umschalten per Software, ist teilweise möglich.

## Position der Fn-Taste
Die Position der Fn-Taste variiert je nach Hersteller und Modell: in der Regel rechts von der linken Strg-Taste oder alternativ in der linken unteren Ecke der Tastatur.

## Verwenden der Fn-Funktionen mit einer normalen Tastatur
Wenn eine Tastatur ohne Fn-Taste an einem Notebook angeschlossen ist, kann manchmal mit der Tastenkombination Strg + Alt + F1 bis F12 die jeweilige Funktion aktiviert werden.